# Кобланди-батир

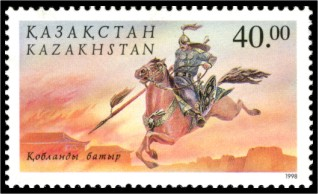
Кобланди-батир на поштовій марці Казахстану, 1998 рік

Кобланди-батир — казахський героїчний епос.
Відомо 29 варіантів епосу у віршованій формі. З них 26 — про ратні подвиги Кобланди, 3 — присвячені Богенбаю і Киїкбаю, синам батира. В епосі «Кобланди-батир» для передачі почуттів і настроїв героїв, опису подій і явищ використовувалися різні художні прийоми: образні порівняння, епітети, гіперболи, антитези та ін. Структура епосу «Кобланди-батир» лаконічна, рідко зустрічаються повторення і відступи.
В основі сюжету боротьба батира Кобланди, ватажка кипчаків, з загарбниками кизилбашами. 

За дослідженнями М. Тинишпаєва, Кобланди — історична особистість, яка проживала в XV столітті. За іншими відомостями, могила його знаходиться не березі річки Хобда.

Традиційні епічні мотиви — чудесне народження героя від старих батьків, героїчне сватання (перемога в змаганнях женихів) і одруження на красуні Куртке (типова епічна фігура дружини — мудрої порадниці), яка виховала для чоловіка богатирського коня Тайбуру. У походах Кобланди допомагають батири Караспан і Орик, дочка хана Кобікти Карлига, яка позбавила батирів від ханського полону. Кобланди відмовляє в любові Карлиге, і вона в гніві ранить його. Карлигу утихомирює лише син героя Богенбай. Епос завершується весіллям Кобланди і Карлиги.